# Bneï-Moshé
Bneï-Moshé (בני משה- « Les fils de Moïse ») est le nom d'un ordre interne au mouvement des Amants de Sion.

## Historique
Son rôle était de préparer la nouvelle génération du peuple juif à remplir les fonctions de dirigeants nationaux. Bneï-Moshé est créé à l'initiative de Ahad HaAm et de Yéhoshoua Barzilaï en 1889, le jour auquel la tradition juive attache le souvenir de la naissance et de la mort de Moïse. Le patriarche biblique est à leurs yeux un symbole, auquel le nom de l'ordre rend hommage.
C'est Ahad HaAm qui, le premier, émet l'idée d'un groupe de personnes choisies, prêtes à se vouer à la cause de la réalisation et du réveil national et spirituel du peuple d'Israël. Les Bnéï-Moshé, par leur organisation interne et la façon dont ils choisissent et introduisent leurs futurs membres, ont une certaine similitude avec la Franc-maçonnerie[réf. nécessaire]. Les écrits de base des Bneï-Moshé sont rédigés par Ahad HaAm, devenu le leader spirituel de l'ordre. Les objectifs sont alors définis : « Apporter au peuple juif l'idée de la nécessité de la Terre d'Israël et de ses implantations, de la langue de nos pères et de leurs écrits, du souvenir de nos aïeux et de leur vie… ». Les Bneï-Moshé s'engagent à contribuer « au bien de l'état matériel, au niveau culturel et à l'aspect moral du yishouv en Terre d'Israël, à aller au-devant de tous ceux qui désirent s'y installer, à transformer le nationalisme juif en idéal de morale, à inculquer l'amour d'Israël comme valeur idéologique principale ».
L'entrée officielle d'un membre au sein des Bneï-Moshé consiste en une cérémonie « secrète », durant laquelle le reçu prête allégeance aux lois fixées par l'ordre, dont l'existence ne doit pas être révélée. Les membres de Bneï-Moshé s'expriment en hébreu. Le sommet hiérarchique de l'ordre est composé de 5 membres dépendant d'un président et de plusieurs conseillers. Le bureau central des Bnéï-Moshé siège à ses débuts à Odessa en Russie, puis est transféré à Varsovie et en 1893 s'installe à Jaffa. Ahad HaAm en est alors le président.
Les membres de Bneï-Moshé sont comptés parmi les fondateurs de Rehovot, comme les pionniers de l'enseignement en hébreu en Terre d'Israël et en Diaspora, les fondateurs du journal Hashiloah et les créateurs de nombreuses maisons d'édition dans le pays. C'est à Jaffa que l'ordre ouvre les portes de la première école publique de langue hébreu.
En l'absence de résultats pratiques probants, il est décidé de dissoudre les Bneï-Moshé qui disparaitront définitivement avec la création de l'Organisation sioniste mondiale en 1897.